# Elev

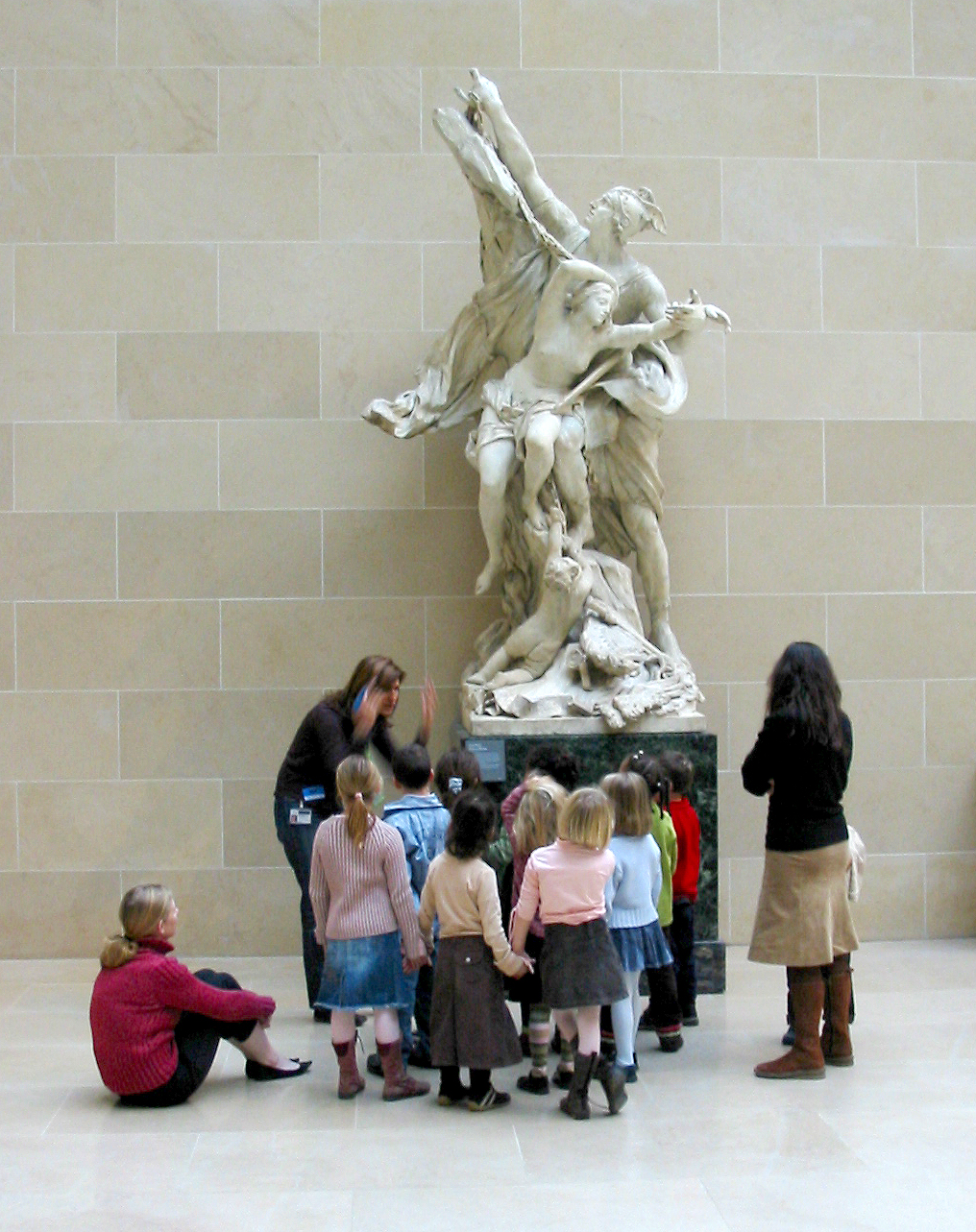
Elever framför en staty i Louvren.

En elev (av franska élève, från verbet élever, som betyder "att lyfta upp" eller "att höja") är den som tar del av undervisning och då oftast i en skola. Den som mer självständigt bedriver studier vid en högskola brukar däremot kallas student. Ordet elev är släkt med verbet elevera, som betyder lyfta upp. Eleven är alltså den som blir upplyft till högre insikter av sin lärare, medan studenten så att säga får lyfta sig själv i håret.[källa behövs]
Ålderdomliga synonymer för elev är lärjunge och adept. 